# Martin Štrbák (opat)
Prelát Ambrož Martin Štrbák O.Praem. (* 6. dubna 1972) je opat premonstrátského kláštera v Jasově, donedávna jediný, v současnosti jeden z dvou opatů na území Slovenska a druhý nejmladší opat na světě. Je docentem katedry hudby pedagogické fakulty Katolické univerzity v Ružomberku a externím spolupracovníkům katedry katechetiky a pedagogiky teologické fakulty. Je autorem několika publikací.

## Stručný životopis
Řeholní roucho přijal dne 13. listopadu 1991 a první řeholní sliby složil 13. srpna 1993. Na kněze byl vysvěcen 20. června 1997. Za jasovského opata byl na období šesti let zvolen 7. července 2009. Opatskou benedikci přijal z rukou Jeho Excelence Mons. Aloise Tkáče, dne 30. srpna 2009 za přítomnosti generálního opata Thomase Handgrätigera O.Praem. V roce 2015 byl potvrzen v opatské funkci na další období. Volbě byl přítomen generální opat Handgrätiger a strahovský opat Michael Josef Pojezdný, O.Praem.
Vedle své opatské funkce je od roku 2013 také ředitelem Premonstrátského gymnázia v Košicích, zřízeného jasovským opatstvím.